# 876 TCN
876 TCN là một năm trong lịch La Mã.